# Проєкт HATNet
Мережа Угорських автоматичних телескопів  (HATNet) — проєкт мережі шести невеликих повністю автоматичних HAT-телескопів. Наукова мета проєкту полягає в пошуку і виявлення, а також характеризуванні  екзопланет з використанням методів транзиту. Також проєкт використовується для вивчення вже відкритих і пошуку нових змінних зірок. Мережа забезпечується Гарвард-Сімпсонським центром астрофізики.
Поняття HAT є скороченням Угорського автоматичного телескопа, оскільки він був розроблений невеликою групою угорців, які зустрілися через Угорську астрономічну асоціацію. Проєкт був запущений у 1999 році, а в повну силу увійшов у травні 2001 року. 

## Обладнання
Прототип інструменту, HAT-1 був побудований і мав фокусна відстань в 180 мм і діаметр отвору в 65 мм, та використовував телеоб'єктиви Nikon і Kodak KAF-0401E зі світлочутливим елементом з роздільною здатністю в 512 × 768, 9 μm пікселів. Тестовий період тривав з 2000 до 2001 року в Будапешті, Обсерваторія Конкоя. 
HAT-1 був транспортований з Будапешту в Стевардскую обсерваторію, Кітт-Пік, Аризона у січні 2001 року. Транспортування завдало серйозної шкоди телескопу та обладнанням. 
Решта телескопів були побудовані за допомогою компанії Canon, мали діаметр об'єктиву в 11 см і лінзи f/1.8L з оглядом of 8 ° × 8 °. Інструмент був повністю автоматичним з 2K x 2K ПЗЗ сенсорами. Один з телескопів HAT був доставлений в Обсерваторію Вайза, Ізраїль. 
HAT контролюється комп'ютером з операційною системою Linux без людської участі. Дані зберігаються в базі даних MySQL.

### HAT-Південне
З 2009 року, три нових системи телескопів були доставлені в Південну півкулю, що додало системі нових обрисів. Мережа телескопів була розгорнута в Австралії, Намібії і Чилі. Кожна система містила вісім (2 * 4) разом змонтованих, квазі-паралельних (180 mm у діаметрі, f/2.8) астрографів з апогеєм у 4k * 4k CCD та з перекриттям полів зору. Здійснення проєкту з телескопами HAT в південній півкулі планується до 2013 року. 

## Учасники проєкту
HAT-1 був розроблений в університеті Лоранда Етвеша за участю обсерваторії Коноклі (Будапешт), під керівництвом доктора наук Геза Ковач. В розробці також  важливу роль відігравали Йожеф Лазар, Іштван Папп і Пал Сарі. 

## Відкриті планети
За допомогою проєкту HATNet було відкрито тринадцять екзопланет. Планета WASP-11b/HAT-P-10b була виявлена практично одночасно з її паралельним відкриттям в СуперWASP обсерваторії, при цьому відкриття були анонсовані одночасно. Всі планети були відкриті транзитним методом, тобто проходили по диску своєї зірки.

### Інші проєкти з пошуку екзопланет
- Трансатлантична система з пошуку екзопланет або TrES
- СуперWASP або WASP
- XO Телескоп або XO

### Космічні апарати з пошуку екзопланет
- COROT — CNES/ ESA космічний апарат, запущений у грудні 2006 року
- Кеплер (орбітальний телескоп) — космічний апарат NASA, запущений у березні 2009 року